# Литературная маска
Литературная маска — особый тип литературного псевдонима, превращающий использование псевдонима в литературный приём.

## Определение термина
Говоря о явлении литературной маски, прежде всего следует обозначить специфику и границы самого термина «литературная маска», поскольку существуют близкие ему: «мистификация», «псевдоним», «лирический герой», «ролевая лирика», «гетероним», «рассказчик (в сказе)», «авторский проект». Можно выстроить ряд оппозиций, на основе которого выделяются критерии идентификации авторской маски:
- Маска — мистификация. Отличие состоит в изначальной установке на дезориентацию читателя, которую предполагает мистификация и, соответственно, не предполагает маска. В данном случае также важна интенция творящего текст субъекта, момент бессознательности/осознанности творения: мистификация создается сознательно, маска — интуитивно-органически.
- Маска — гетероним. Маска существует только в пространстве текста, в отличие от гетеронимов, которые выносятся автором на обложку произведения. При этом важен аспект синхронии/диахронии: маска может эволюционировать, она подвергается изменениям — более или менее заметным в разных случаях — поскольку зачастую сопровождает автора на протяжении всей жизни. Гетероним может сближаться с маской, маркируя разные типы письма (пример З. Гиппиус, подписывавшей критические эссе «Антон Крайний», а стихотворения — настоящим именем). Однако это не более чем имена на обложках книг, никак не фигурирующие в текстах и не проявляющиеся в реальной жизни автора.
- Маска — псевдоним. Помимо имени на обложке, отличие состоит в репрезентации определённой ментальности. Маска всегда отражает определённый тип сознания, псевдоним — нет, за исключением тех случаев, когда псевдоним маркирует определённую маску (так, псевдоним «Демьян Бедный» явно актуализирует народное, «пролетарское» сознание, «намекает» на тяготы судьбы; псевдоним же Фёдора Сологуба не несет подобных коннотаций).
- Маска — ролевой герой. Маской можно назвать героя, встречающегося в большом корпусе текстов, объединяющего собой крупные стихотворные циклы. Ролевой герой представлен в единичных произведениях[1]. Так, образы Ассаргадона и Цирцеи в творчестве В. Брюсова («Я — вождь земных царей и царь Ассаргадон», «Я — Цирцея, царица; мне заклятья знакомы») следует трактовать как ролевых героев, поскольку они присутствуют в единичных стихотворениях.
- Маска — лирический герой. Маска в значительной мере дистанцирована от реального автора, поскольку репрезентирует какую-либо роль, код текста личности, жестко фиксированную роль («кто я?»), в то время как создание лирического героя, напротив, предполагает максимальную приближенность к автору, поскольку несет установку на открытость, исповедальность, но отражает качества образа («какой я?»), а не его конкретную ипостась.

Таким образом, вышеназванные понятия близки и иногда даже смыкаются; тем не менее это разные формы авторской субъективности.

## Примеры использования
Литературная маска чаще используется в литературе сатирической и юмористической, и в этом случае одна из целей её создания — отделение приписанных вымышленному автору текстов от другого творчества подлинного автора, которое зачастую имеет довольно мало общего с отданными маске сочинениями. Именно так обстоит дело с самой известной русской литературной маской — Козьмой Прутковым, работа над которым не мешала его основным создателям, Алексею Толстому и Алексею Жемчужникову, писать по отдельности стихи совсем другого рода. Юмористические и сатирические светские повести «от лица» Барона Брамбеуса принесли популярность Осипу Сенковскому, который до этого не пользовался литературным успехом. В то же время творческая задача, требующая от писателя использования литературной маски, не всегда связана с юмором: так, для Валерия Брюсова книга лирики от женского лица, опубликованная от имени поэтессы, пишущей под псевдонимом Нелли, была не пародией на женскую лирику, а экспериментом по моделированию иного типа лирического субъекта.
Реже встречается такое использование литературной маски, при котором автор не выступает в литературе также и от собственного лица, а полностью отдаёт свои сочинения вымышленному автору. К этому варианту тяготел случай Черубины де Габриак, но вынужденное раскрытие тайны авторства стихов, опубликованных под этим именем, заставило их автора отказаться от дальнейшего использования данной маски, а вместе с этим, по сути, и от дальнейших публикаций своих стихов.
Португальский поэт, прозаик, драматург и эссеист Фернандо Пессоа (1888—1935), одна из крупнейших фигур португальского авангарда, пользовался огромным количеством гетеронимов, три из которых со временем превратились в литературные маски (Алваро де Кампос, Алберто Каэйро и Рикардо Рейс). Каждый из них имел собственную философскую концепцию и эстетическую позицию, являясь воплощением одной из сторон реального автора.
Василий Аксёнов, Овидий Горчаков и Григорий Поженян в конце 1960-х годов написали пародийный приключенческий роман «Джин Грин — неприкасаемый» и приписали его авторство «Гривадию Ли Горпожаксу, эсквайру». От лица этого заграничного господина было написано велеречивое предисловие к роману с выражением благодарности его «терпеливым переводчикам» — троице настоящих авторов.
Геннадий Ракитин является современным примером литературной маски, использованной для выражения социального протеста в условиях юридического запрета на подобные действия.